# 52-га Премія мистецтв Пексан
52-га Церемонія Премії мистецтв Пексан (кор. 제52회 백상예술대상) — відбулася в Сеулі (Університет Кьонхі) 3 червня 2016 року. Транслювалася на телеканалі jTBC. Ведучими були Сін Дон Йоп та Пе Сюзі.

## Номінанти та переможці
Повний список номінантів та переможців. Переможці виділені жирним шрифтом та подвійним хрестиком ().

### Кіно
| Тесан (Велика нагорода) - Лі Чун Ік (режисер) — «Дон Джу: Потрет поета», «Садо» | |
| Найкращий фільм - «Замовне вбивство» - «Дон Джу: Потрет поета» - «Четверте місце» - «Інсайдер» - «Ветеран» | Найкраща режисерська робота - Рю Син Ван — «Ветеран» - Чхве Тон Хун — «Замовне вбивство» - Лі Чун Ік — «Дон Джу: Потрет поета» - О Син Ук — «Безсоромний» - У Мін Хо — «Інсайдер» |
| Найкращий режисерський дебют - Хан Чун Хі — «Дівчина із шафки із замком» - Ан Кук Джін — «Аліса в країні щирості» - Чхве Син Йон — «Су Сек» - Хван Вон Чхан — «Офіс» - Кім Сон Дже — «Думка меншості»                                                                                               | Найкращий сценарій - Ан Кук Джін — «Аліса в країні щирості» - Чхве Тон Хун — «Замовне вбивство» - Квак Кьон Тхек, Хан Син Ун — «Засекречений файл» - Рю Син Ван — «Ветеран» - Сін Йон Сік — «Дон Джу: Потрет поета»                                                                           |
| Найкраща чоловіча роль - Лі Бьон Хон — «Інсайдер» як Ан Сан Ґу - Пек Юн Сік — «Інсайдер» як Лі Кан Хі - Хван Чон Мін — «Ветеран» як Со То Чхоль - Сон Кан Хо — «Садо» як король Йонджо - Ю А Ін — «Садо» як наслідний принц Садо                                                                    | Найкраща жіноча роль - Чон То Йон — «Безсоромний» як Кім Хє Ґьон - Хан Хьо Джу — «Краса всередині» як І Су - Чон Чі Хьон — «Замовне вбивство» як Ан Ок Юн/Міцуко - Кім Хє Су — «Дівчина із шафки із замком» як Ма У Хі/Мати - Лі Чон Хьон — «Аліса в країні щирості» як Су Нам                |
| Найкраща чоловіча роль другого плану - Лі Кин Йон — «Думка меншості» як Пак Че Хо - Пе Сон У — «Офіс» як Кім Пьон Гук - Чо Чін Ун — «Замовне вбивство» як Чху Сан Ок за призвіськом «Велике дуло» - О Даль Су — «Ветеран» як Командний лідер О - Ом Тхе Ґу — «Дівчина із шафки із замком» як У Ґон  | Найкраща жіноча роль другого плану - Ла Мі Ран — «Гімалаї» як Чо Мьон Е - Чан Йон Нам — «Засекречений файл» як Тітка Ин Джу - Чон Хє Джін — «Садо» як Королівський благородний консорт Йонбін Лі - Рю Хьон Ґьон — «Офіс» як Хон Чі Сон - Ом Чі Вон — «Зниклі дівчата» як Директорка Като Сане |
| Найкращий акторський дебют (чоловіки) - Пак Чон Мін — «Дон Джу: Потрет поета» як Сон Мьон Ґю - Ко Кьон Пхьо — «Дівчина із шафки із замком» як Чхі До - Пак Бо Гом — «Дівчина із шафки із замком» як Пак Сок Хьон - Пак Со Джун — «Хроніки зла» як Чха Дон Дже - Тхе Ін Хо — «Острів тіні» як Йон До | Найкращий акторський дебют (жінки) - Пак Со Дам — «Священики» як Йон Сін - Чон Ха Дам — «Квітка із сталі» як Ха Дам - Кім Се Бьок — «Фантазія посеред літа» як Хє Джон - Кім Сі Ин — «Су Сек» як Сон Мі - Квон Со Хьон — «Мадонна» як Чан Мі На                                               |
| Нагорода за популярність (чоловіки) - D.O. — «Чисте кохання» як Пом Сіль | Нагорода за популярність (жінки) - Пе Сюзі — «Звук квітки» як Чін Чхе Сон |

### Телебачення
| Тесан (Велика нагорода) - «Нащадки сонця» (серіал) (KBS) | Найкращий серіал - «Сигнал» (tvN) - «Нащадки сонця» (KBS) - «Відповідь у 1988» (tvN) - «Вона була гарненька» (MBC) - «Шість літаючих драконів» (SBS) |
| Найкраща розважальна програма - «Король замаскованих співаків» (MBC) - «Акторська школа» (tvN) - «Моє маленьке телебачення» (MBC, KakaoTV) - «Будь ласка, попіклуйтеся за моїм холодильником» (JTBC) - «Одне ліжко, різні сни» (SBS)                                                                                          | Найкраща освітня програма - «Екзамен» (EBS) - «Кім Че Дон говорить до тебе» (JTBC) - «Наступна людина» (KBS) - «Таємний клуб читачів» (tvN) - «Вітер для школи» (SBS) |
| Найкраща режисерська робота - Сін Вон Хо — «Відповідь у 1988» - Чон Те Юн — «Вона була гарненька» - Кім Вон Сок — «Сигнал» - Лі Ин Бок, Пек Сан Хун — «Нащадки сонця» - Сін Кьон Су — «Шість літаючих драконів» | Найкращий сценарій - Кім Ин Хі — «Сигнал» - Кім Ин Сок, Кім Вон Сок — «Нащадки сонця» - Кім Йон Хьон, Пак Сан Йон — «Шість літаючих драконів» - Лі У Джон — «Відповідь у 1988» - Ян Хі Син — «О, мій привид» |
| Найкраща чоловіча роль - Ю А Ін — «Шість літаючих драконів» як Лі Панвон (пізніше як король Тхеджон) - Чо Чін Ун — «Сигнал» як Лі Че Хан - Чу Вон — «Йон Пхаль» як Кім Тхе Хьон - Нам Кун Мін — «Пам'ятай» як Нам Кю Ман - Сон Чжун Кі — «Нащадки сонця» як Ю Сі Джін                                                         | Найкраща жіноча роль - Кім Хє Су — «Сигнал» як Чха Су Хьон - Хван Чон Им — «Вона була гарненька» як Кім Хє Джін/Джексон - Кім Хьон Джу — «Я маю роман» як То Хе Ґан (ім'я при народженні:Токко Он Ґі)/Токко Йон Ґі - Ла Мі Ран — «Відповідь у 1988» як Ла Мі Ран (мати Чон Хвана) - Сон Хє Кьо — «Нащадки сонця» як Кан Мо Йон |
| Найкращий акторський дебют (чоловіки) - Рю Чун Йоль — «Відповідь у 1988» як Кім Чон Хван - Ан Че Хон — «Відповідь у 1988» як Кім Чон Бон (старший брат Чон Хвана) - Пьон Йо Хан — «Шість літаючих драконів» як Лі Пан Джі - Лі Тон Хві — «Відповідь у 1988» як Рю Тон Рьон - Юк Сон Дже — «Хто ти: Школа 2015» як Кон Те Гван | Найкращий акторський дебют (жінки) - Кім Ко Ин — «Сир у мишоловці» як Хон Соль - Лі Хє Рі — «Відповідь у 1988» як Сон Ток Сон/Сон Су Йон - Лі Сон Ґьон — «Квітка корлеви» як Кан І Соль - Пак Со Дам — «Мій перший раз» як Хан Со І - Рю Хє Йон — «Відповідь у 1988» як Сон Бо Ра (старша сестра Ток Сон)                      |
| Найкращий учасник розважальної програми - Кім Ку Ра — «Моє маленьке телебачення» - Чон Чун Ха — «Нескінчене випробування» - Кім Сон Джу — «Король замаскованих співаків» - Кім Йон Чхоль — «Справжній чоловік» - Юн Чон Су — «З вами»                                                                                         | Найкраща учасниця розважальної програми - Кім Сук — «З вами» - Хон Юн Хва — «Люди шукають можливість посміятися» - Чан То Йон — «Велика комедійна ліга» - О На Мі — «Концерт жартів» - Пак На Ре — «Велика комедійна ліга» |
| Нагорода за популярність (чоловіки) - Сон Чжун Кі — «Нащадки сонця» як Ю Сі Джін | Нагорода за популярність (жінки) - Сон Хє Кьо — «Нащадки сонця» як Кан Мо Йон |

### Особливі нагороди
| Нагороди                             | Отримувач               |
| ------------------------------------ | ----------------------- |
| Нагорода за моду від InStyle         | Пак Бо Гом, Пе Сюзі     |
| Нагорода «Глобальна зірка» від iQIYI | Сон Чжун Кі, Сон Хє Кьо |